# Sorycydyna
Sorycydyna – peptyd produkowany przez północnoamerykańskie ryjówki (Blarina brevicauda) i wchodzący w skład ich śliny, którą paraliżują swoją ofiarę. Jej działanie spowodowane jest blokowaniem przewodzenia impulsów nerwowych.
Okazało się jednak, że dodatkowym działaniem tego związku jest blokowanie kanałów wapniowych TRPV6 w komórkach raka piersi, prostaty i jajnika, co uruchamia w nich program autodestrukcji. Naukowcy ze Stewart laboratory w Uniwersytecie Mount Allison zsyntetyzowali sorycydynę i udowodnili in vitro jej rakobójcze działanie.